# ديفيد هيمري
ديفيد بيتر هيمري هو رياضي بريطاني، اشتهر بفوزه بذهبية الألعاب الأولمبية الصيفية 1968 في مدينة مكسيكو في سباق الركض 400 متر حواجز، كما بالميدالية البرونزية في ذات السباق وفضية 400 متر تتابع في الألعاب الأولمبية الصيفية 1972 في ميونخ.